# 964
964（九百六十四、九六四、きゅうひゃくろくじゅうよん）は、自然数また整数において、963の次で965の前の数である。

## 性質
- 964は合成数であり、約数は 1, 2, 4, 241, 482, 964 である。
  - 約数の和は1694。
- 964 = 82 + 302
  - 異なる2つの平方数の和で表せる283番目の数である。1つ前は962、次は965。(オンライン整数列大辞典の数列 A004431)
- 964 = 62 + 122 + 282 = 82 + 182 + 242 = 122 + 122 + 262
  - 3つの平方数の和3通りで表せる134番目の数である。1つ前は948、次は968。(オンライン整数列大辞典の数列 A025323)
  - 964 = 62 + 122 + 282 = 82 + 182 + 242
    - 異なる3つの平方数の和2通りで表せる178番目の数である。1つ前は955、次は968。(オンライン整数列大辞典の数列 A025340)
- 964 = 4 × (152 + 15 + 1) = 4 × (162 − 16 + 1)
  - n = 15 のときの 4(n2 + n + 1) の値とみたとき1つ前は844、次は1092。(オンライン整数列大辞典の数列 A112087)
- 各位の和が19になる42番目の数である。1つ前は955、次は973。
- 1～112までの数字和の総和である。1つ前は960、次は969。

## その他 964 に関連すること
- 国際電話番号の964は、イラク。
- クロヨン（9・6・4）は、税務署による課税所得の捕捉率に関する業種間格差。
- ポルシェ・964